# 29 км
29 км (рос. 29 км) — селище у складі Акбулацького району Оренбурзької області, Росія.

## Населення
Населення — 25 осіб (2010; 25 у 2002).
Національний склад (станом на 2002 рік):
- казахи — 92 %